# Campionato francese di hockey su pista 1927
Il Campionato francese 1927 è stato il 12º campionato nazionale francese di hockey su pista di prima divisione.

È stato organizzato dalla Federazione di pattinaggio della Francia.

A vincere il titolo di campione di Francia è stato lo Stade Bordelais per la seconda volta nella sua storia.

## Squadre partecipanti
| Club            | Sponsor | Città    | Impianto interno |
| --------------- | ------- | -------- | ---------------- |
| Paris           |         | Parigi   |                  |
| Stade Bordelais |         | Bordeaux |                  |

## Risultati

### Finale
| Squadra 1       | Squadra 2 | Risultato       |
| --------------- | --------- | --------------- |
| Stade Bordelais | Paris     | 15 ottobre 1927 |
| Stade Bordelais | Paris     | 4 - 2           |

## Campioni
| Campione di Francia 1927  |
| ------------------------- |
| Stade Bordelais 2º titolo |